# Bilan saison par saison des Blue Bombers de Winnipeg
Pour un article plus général, voir Blue Bombers de Winnipeg.
Les Blue Bombers de Winnipeg ont été fondés en 1930. Au terme de la saison 2024, ils ont disputé 91 saisons, remporté la première place de leur division 27 fois, atteint la finale de la coupe Grey 29 fois, et l'ont remportée à 12 reprises.
|                                                  | Division       | M.J.                    | Vic.                    | Déf.                    | Nuls                    | P.P.                    | P.C.                    | Pts                     | Pos.                    | Éliminatoires |
| Winnipeg Rugby Football Club (Winnipegs ou Pegs) |                |                         |                         |                         |                         |                         |                         |                         |                         | |
| 1930                                             | MRFU           | 4                       | 0                       | 4                       | 0                       | 5                       | 75                      | 0                       | 2/2                     | Non qualifiés |
| 1931                                             | MRFU           | 4                       | 1                       | 3                       | 0                       | 15                      | 31                      | 2                       | 2/3                     | Non qualifiés |
| 1932                                             | MRFU           | 6                       | 3                       | 2                       | 1                       | 47                      | 60                      | 7                       | 2/3                     | Non qualifiés |
| 1933                                             | MRFU           | 2                       | 2                       | 0                       | 0                       | 72                      | 6                       | 4                       | 1/2                     | Demi-finale de l'Ouest (SRFU-MRFU) : Winnipeg 11, Roughriders de Regina 1 Finale de l'Ouest : Winnipeg 15, Altomah-Indians de Calgary 1 Demi-finale de la coupe Grey (2 parties au total des points) : Argonauts de Toronto 13, Winnipeg 0                                                        |
| 1934                                             | MRFU           | 2                       | 2                       | 0                       | 0                       | 35                      | 4                       | 4                       | 1/2                     | Demi-finale de l'Ouest (SRFU-MRFU) : Roughriders de Regina 8, Winnipeg 0 |
| 1935                                             | MRFU           | 3                       | 3                       | 0                       | 0                       | 97                      | 4                       | 6                       | 1/2                     | Demi-finale de l'Ouest (SRFU-MRFU) : Winnipeg 13, Roughriders de Regina 6 Finale de l'Ouest : Winnipeg 7, Bronks de Calgary 0 Coupe Grey: Winnipeg 18, Tigers de Hamilton 12 |
| Blue Bombers de Winnipeg                         |                |                         |                         |                         |                         |                         |                         |                         |                         | |
| 1936,                                            | WIFU           | 8                       | 5                       | 2                       | 1                       | 104                     | 37                      | 11                      | 1/3                     | Finale de la WIFU (2 parties au total des points): Roughriders de Regina 24, Winnipeg 12 |
| 1937                                             | WIFU           | 8                       | 4                       | 4                       | 0                       | 57                      | 47                      | 8                       | 2/3                     | Finale de la WIFU (2 parties au total des points): Winnipeg 19, Bronks de Calgary 14 Coupe Grey: Argonauts de Toronto 4, Winnipeg 3 |
| 1938                                             | WIFU           | 8                       | 6                       | 2                       | 0                       | 114                     | 63                      | 12                      | 2/4                     | Demi-finale de la WIFU : Winnipeg 13, Regina 0 Finale de la WIFU (2 parties au total des points) : Winnipeg 25, Bronks de Calgary 9 Coupe Grey: Toronto 30, Winnipeg 7 |
| 1939                                             | WIFU           | 12                      | 10                      | 2                       | 0                       | 201                     | 103                     | 20                      | 1/4                     | Finale de la WIFU (2 parties au total des points) : Winnipeg 35, Bronks de Calgary 20 Coupe Grey: Winnipeg 8, Ottawa 7 |
| 1940                                             | WIFU           | 8                       | 6                       | 2                       | 0                       | 108                     | 58                      | 12                      | 1/3                     | Finale de la WIFU (2 parties au total des points) : Winnipeg 30, Bronks de Calgary 2 |
| 1941                                             | WIFU           | 8                       | 6                       | 2                       | 0                       | 77                      | 18                      | 12                      | 1/3                     | Finale de la WIFU (série au meilleur de 3 matchs): Winnipeg 2, Regina 1 Coupe Grey: Winnipeg 18, Ottawa 16 |
| 1942                                             | Saison annulée | Saison annulée          | Saison annulée          | Saison annulée          | Saison annulée          | Saison annulée          | Saison annulée          | Saison annulée          | Saison annulée          | Saison annulée |
| 1943                                             | Saison annulée | Saison annulée          | Saison annulée          | Saison annulée          | Saison annulée          | Saison annulée          | Saison annulée          | Saison annulée          | Saison annulée          | Saison annulée |
| 1944                                             | Saison annulée | Saison annulée          | Saison annulée          | Saison annulée          | Saison annulée          | Saison annulée          | Saison annulée          | Saison annulée          | Saison annulée          | Saison annulée |
| 1945                                             | WIFU           | Pas de saison régulière | Pas de saison régulière | Pas de saison régulière | Pas de saison régulière | Pas de saison régulière | Pas de saison régulière | Pas de saison régulière | Pas de saison régulière | Finale de la WIFU : Winnipeg 9, Stampeders de Calgary 5 Coupe Grey: Toronto 35, Winnipeg 0 |
| 1946                                             | WIFU           | 8                       | 5                       | 3                       | 0                       | 69                      | 46                      | 10                      | 2/3                     | Finale de la WIFU (2 parties au total des points) : Winnipeg 30, Calgary 21 Coupe Grey: Toronto 28, Winnipeg 6 |
| 1947                                             | WIFU           | 8                       | 5                       | 3                       | 0                       | 83                      | 83                      | 10                      | 1/3                     | Finale de la WIFU (série au meilleur de 3 matchs): Winnipeg 2, Calgary 1 Coupe Grey: Toronto 10, Winnipeg 9 |
| 1948                                             | WIFU           | 12                      | 3                       | 9                       | 0                       | 81                      | 234                     | 6                       | 3/3                     | Non-qualifiés |
| 1949                                             | WIFU           | 14                      | 2                       | 12                      | 0                       | 74                      | 258                     | 4                       | 4/4                     | Non-qualifiés |
| 1950                                             | WIFU           | 14                      | 10                      | 4                       | 0                       | 223                     | 156                     | 20                      | 1/4                     | Finale de la WIFU (série au meilleur de 3 matchs): Winnipeg 2, Eskimos d'Edmonton 1 Coupe Grey: Toronto 13, Winnipeg 0 |
| 1951                                             | WIFU           | 14                      | 8                       | 6                       | 0                       | 303                     | 311                     | 16                      | 3/4                     | Demi-finale de la WIFU : Edmonton 4, Winnipeg 1 |
| 1952                                             | WIFU           | 16                      | 12                      | 3                       | 1                       | 394                     | 211                     | 25                      | 1/4                     | Finale de la WIFU (série au meilleur de 3 matchs): Edmonton 2, Winnipeg 1 |
| 1953                                             | WIFU           | 16                      | 8                       | 8                       | 0                       | 226                     | 226                     | 16                      | 3/4                     | Demi-finale de la WIFU (2 parties au total des points): Winnipeg 60, Saskatchewan 23 Finale de la WIFU (série au meilleur de 3 matchs): Winnipeg 2, Edmonton 1 Demi-finale de la coupe Grey (WIFU-ORFU) : Winnipeg 24, Balmy Beach de Toronto 4 Coupe Grey: Tiger-Cats de Hamilton 12, Winnipeg 6 |
| 1954                                             | WIFU           | 16                      | 8                       | 6                       | 2                       | 202                     | 190                     | 18                      | 3/5                     | Demi-finale de la WIFU (2 parties au total des points): Winnipeg 27, Saskatchewan 25 Finale de la WIFU (série au meilleur de 3 matchs): Edmonton 2, Winnipeg 1 |
| 1955                                             | WIFU           | 16                      | 7                       | 9                       | 0                       | 210                     | 195                     | 14                      | 3/5                     | Demi-finale de la WIFU (2 parties au total des points): Winnipeg 24, Saskatchewan 16 |
| 1956                                             | WIFU           | 16                      | 9                       | 7                       | 0                       | 315                     | 228                     | 18                      | 3/5                     | Demi-finale de la WIFU (2 parties au total des points): Saskatchewan 50, Winnipeg 26 |
| 1957                                             | WIFU           | 16                      | 12                      | 4                       | 0                       | 406                     | 300                     | 24                      | 2/5                     | Demi-finale de la WIFU (2 parties au total des points): Winnipeg 28, Calgary 16 Finale de la WIFU (série au meilleur de 3 matchs): Winnipeg 2, Edmonton 1 Coupe Grey: Hamilton 32, Winnipeg 7 |
| 1958                                             | WIFU           | 16                      | 13                      | 3                       | 0                       | 361                     | 182                     | 26                      | 1/5                     | Finale de la WIFU (série au meilleur de 3 matchs): Winnipeg 2, Edmonton 1 Coupe Grey: Winnipeg 35, Hamilton 28 |
| 1959                                             | WIFU           | 16                      | 12                      | 4                       | 0                       | 388                     | 235                     | 24                      | 1/5                     | Finale de la WIFU (série au meilleur de 3 matchs): Winnipeg 2, Edmonton 0 Coupe Grey: Winnipeg 21, Hamilton 7 |
| Blue Bombers de Winnipeg                         |                |                         |                         |                         |                         |                         |                         |                         |                         | |
| 1960                                             | WIFU           | 16                      | 14                      | 2                       | 0                       | 453                     | 239                     | 28                      | 1/5                     | Finale de la WIFU (série au meilleur de 3 matchs): Edmonton 2, Winnipeg 0 |
| 1961                                             | Ouest          | 16                      | 13                      | 3                       | 0                       | 360                     | 251                     | 26                      | 1/5                     | Finale de la Conférence de l'Ouest (série au meilleur de 3 matchs): Winnipeg 2, Calgary 0 Coupe Grey: Winnipeg 21, Hamilton 14 |
| 1962                                             | Ouest          | 16                      | 11                      | 5                       | 0                       | 385                     | 291                     | 22                      | 1/5                     | Finale de la Conférence de l'Ouest (série au meilleur de 3 matchs): Winnipeg 2, Calgary 1 Coupe Grey: Winnipeg 28, Hamilton 27 |
| 1963                                             | Ouest          | 16                      | 7                       | 9                       | 0                       | 302                     | 325                     | 14                      | 4/5                     | Non-qualifiés |
| 1964                                             | Ouest          | 16                      | 1                       | 14                      | 1                       | 270                     | 397                     | 3                       | 5/5                     | Non-qualifiés |
| 1965                                             | Ouest          | 16                      | 11                      | 5                       | 0                       | 301                     | 262                     | 22                      | 2/5                     | Demi-finale de la Conférence de l'Ouest : Winnipeg 15, Saskatchewan 9 Finale de la Conférence de l'Ouest (série au meilleur de 3 matchs): Winnipeg 2, Calgary 1 Coupe Grey: Hamilton 22, Winnipeg 16                                                                                              |
| 1966                                             | Ouest          | 16                      | 8                       | 7                       | 1                       | 264                     | 230                     | 17                      | 2/5                     | Demi-finale de la Conférence de l'Ouest : Winnipeg 16, Edmonton 8 Finale de la Conférence de l'Ouest (série au meilleur de 3 matchs): Saskatchewan 2, Winnipeg 0 |
| 1967                                             | Ouest          | 16                      | 4                       | 12                      | 0                       | 212                     | 414                     | 8                       | 4/5                     | Non-qualifiés |
| 1968                                             | Ouest          | 16                      | 3                       | 13                      | 0                       | 210                     | 374                     | 6                       | 5/5                     | Non-qualifiés |
| 1969                                             | Ouest          | 16                      | 3                       | 12                      | 1                       | 192                     | 359                     | 7                       | 5/5                     | Non-qualifiés |
| 1970                                             | Ouest          | 16                      | 2                       | 14                      | 0                       | 184                     | 332                     | 4                       | 5/5                     | Non-qualifiés |
| Blue Bombers de Winnipeg                         |                |                         |                         |                         |                         |                         |                         |                         |                         | |
| 1971                                             | Ouest          | 16                      | 7                       | 8                       | 1                       | 366                     | 349                     | 15                      | 3/5                     | Demi-finale de la Conférence de l'Ouest : Saskatchewan 34, Winnipeg 23 |
| 1972                                             | Ouest          | 16                      | 10                      | 6                       | 0                       | 401                     | 300                     | 20                      | 1/5                     | Finale de la Conférence de l'Ouest : Saskatchewan 27, Winnipeg 24 |
| 1973                                             | Ouest          | 16                      | 4                       | 11                      | 1                       | 267                     | 315                     | 9                       | 5/5                     | Non-qualifiés |
| 1974                                             | Ouest          | 16                      | 8                       | 8                       | 0                       | 258                     | 350                     | 16                      | 4/5                     | Non-qualifiés |
| 1975                                             | Ouest          | 16                      | 6                       | 8                       | 2                       | 340                     | 383                     | 14                      | 3/5                     | Demi-finale de la Conférence de l'Ouest : Saskatchewan 42, Winnipeg 24 |
| 1976                                             | Ouest          | 16                      | 10                      | 6                       | 0                       | 384                     | 316                     | 20                      | 2/5                     | Demi-finale de la Conférence de l'Ouest : Edmonton 14, Winnipeg 12 |
| 1977                                             | Ouest          | 16                      | 10                      | 6                       | 0                       | 382                     | 336                     | 20                      | 3/5                     | Demi-finale de la Conférence de l'Ouest : Colombie-Britannique 33, Winnipeg 32 |
| 1978                                             | Ouest          | 16                      | 9                       | 7                       | 0                       | 371                     | 351                     | 18                      | 3/5                     | Demi-finale de la Conférence de l'Ouest : Calgary 38, Winnipeg 4 |
| 1979                                             | Ouest          | 16                      | 4                       | 12                      | 0                       | 283                     | 340                     | 8                       | 4/5                     | Non qualifiés |
| 1980                                             | Ouest          | 16                      | 10                      | 6                       | 0                       | 394                     | 387                     | 4                       | 2/5                     | Demi-finale de la Conférence de l'Ouest : Winnipeg 32, Calgary 14 Finale de la Conférence de l'Ouest : Edmonton 34, Winnipeg 24 |
| 1981                                             | Ouest          | 16                      | 11                      | 5                       | 0                       | 517                     | 299                     | 22                      | 2/5                     | Demi-finale de la Conférence de l'Ouest : Colombie-Britannique 15, Winnipeg 11 |
| 1982                                             | Ouest          | 16                      | 11                      | 5                       | 0                       | 444                     | 352                     | 22                      | 2/5                     | Demi-finale de la division Ouest : Winnipeg 24, Calgary 3 Finale de la division Ouest : Edmonton 24, Winnipeg 21 |
| 1983                                             | Ouest          | 16                      | 9                       | 7                       | 0                       | 412                     | 402                     | 18                      | 2/5                     | Demi-finale de la division Ouest : Winnipeg 49, Edmonton 22 Finale de la division Ouest : Colombie-Britannique 39, Winnipeg 21 |
| 1984                                             | Ouest          | 16                      | 11                      | 4                       | 1                       | 523                     | 309                     | 23                      | 2/5                     | Demi-finale de la division Ouest : Winnipeg 55, Edmonton 20 Finale de la division Ouest : Winnipeg 31, Colombie-Britannique 14 Coupe Grey: Winnipeg 47, Hamilton 17 |
| 1985                                             | Ouest          | 16                      | 12                      | 4                       | 0                       | 500                     | 259                     | 24                      | 2/5                     | Demi-finale de la division Ouest : Winnipeg 22, Edmonton 15 Finale de la division Ouest : Colombie-Britannique 42 Winnipeg 22 |
| 1986                                             | Ouest          | 18                      | 11                      | 7                       | 0                       | 545                     | 387                     | 22                      | 3/5                     | Demi-finale de la division Ouest : Colombie-Britannique 21, Winnipeg 14 |
| 1987                                             | Est            | 18                      | 12                      | 6                       | 0                       | 554                     | 409                     | 24                      | 1/4                     | Finale de la division Est : Toronto 19 Winnipeg 3 |
| 1988                                             | Est            | 18                      | 9                       | 9                       | 0                       | 407                     | 458                     | 18                      | 2/4                     | Demi-finale de la division Est : Winnipeg 35, Hamilton 28 Finale de la division Est : Winnipeg 27, Toronto 11 Coupe Grey: Winnipeg 22, Colombie-Britannique 21 |
| 1989                                             | Est            | 18                      | 7                       | 11                      | 0                       | 408                     | 462                     | 14                      | 3/4                     | Demi-finale de la division Est : Winnipeg 30, Toronto 7 Finale de la division Est : Hamilton 14, Winnipeg 10 |
| 1990                                             | Est            | 18                      | 12                      | 6                       | 0                       | 472                     | 396                     | 24                      | 1/4                     | Finale de la division Est : Winnipeg 20, Toronto 17 Coupe Grey: Winnipeg 50, Edmonton 11 |
| 1991                                             | Est            | 18                      | 9                       | 9                       | 0                       | 516                     | 499                     | 18                      | 2/4                     | Demi-finale de la division Est : Winnipeg 26, Ottawa 8 Finale de la division Est : Toronto 42, Winnipeg 3 |
| 1992                                             | Est            | 18                      | 11                      | 7                       | 0                       | 507                     | 499                     | 22                      | 1/4                     | Finale de la division Est : Winnipeg 59, Hamilton 11 Coupe Grey: Calgary 24, Winnipeg 10 |
| 1993                                             | Est            | 18                      | 14                      | 4                       | 0                       | 646                     | 421                     | 28                      | 1/4                     | Finale de la division Est : Winnipeg 20, Hamilton 19 Coupe Grey: Edmonton 33, Winnipeg 23 |
| 1994                                             | Est            | 18                      | 13                      | 5                       | 0                       | 651                     | 572                     | 26                      | 1/6                     | Demi-finale de la division Est : Winnipeg 26, Ottawa 16 Finale de la division Est : Baltimore 14, Winnipeg 12 |
| 1995                                             | Nord           | 18                      | 7                       | 11                      | 0                       | 404                     | 653                     | 14                      | 5/8                     | Demi-finale de la division Sud : Baltimore 36, Winnipeg 21 |
| 1996                                             | Ouest          | 18                      | 9                       | 9                       | 0                       | 421                     | 496                     | 18                      | 3/5                     | Demi-finale de la division Ouest : Edmonton 68, Winnipeg 7 |
| 1997                                             | Est            | 18                      | 4                       | 14                      | 0                       | 443                     | 548                     | 8                       | 3/4                     | Non qualifiés |
| 1998                                             | Est            | 18                      | 3                       | 15                      | 0                       | 399                     | 588                     | 6                       | 4/4                     | Non qualifiés |
| 1999                                             | Est            | 18                      | 6                       | 12                      | 0                       | 362                     | 601                     | 12                      | 4/4                     | Non qualifiés |
| 2000                                             | Est            | 18                      | 7                       | 10                      | 1                       | 539                     | 596                     | 16                      | 3/4                     | Demi-finale de la division Est : Winnipeg 22, Hamilton 20 Finale de la division Est : Montréal 35, Winnipeg 24 |
| 2001                                             | Est            | 18                      | 14                      | 4                       | 0                       | 509                     | 383                     | 28                      | 1/4                     | Finale de la division Est : Winnipeg 28, Hamilton 13 Coupe Grey: Calgary 27, Winnipeg 19 |
| 2002                                             | Ouest          | 18                      | 12                      | 6                       | 0                       | 566                     | 421                     | 24                      | 2/5                     | Demi-finale de la division Ouest : Winnipeg 30, Colombie-Britannique 3 Finale de la division Ouest : Edmonton 33, Winnipeg 30 |
| 2003                                             | Ouest          | 18                      | 11                      | 7                       | 0                       | 514                     | 485                     | 22                      | 2/5                     | Demi-finale de la division Ouest : Saskatchewan 37, Winnipeg 21 |
| 2004                                             | Ouest          | 18                      | 7                       | 11                      | 0                       | 448                     | 507                     | 14                      | 4/5                     | Non-qualifiés |
| 2005                                             | Ouest          | 18                      | 5                       | 13                      | 0                       | 474                     | 558                     | 10                      | 5/5                     | Non-qualifiés |
| 2006                                             | Est            | 18                      | 9                       | 9                       | 0                       | 362                     | 408                     | 18                      | 3/4                     | Demi-finale de la division Est : Toronto 31, Winnipeg 27 |
| 2007                                             | Est            | 18                      | 10                      | 7                       | 1                       | 439                     | 404                     | 21                      | 2/4                     | Demi-finale de la division Est : Winnipeg 24, Montréal 22 Finale de la division Est : Winnipeg 19, Toronto 9 Coupe Grey: Saskatchewan 23, Winnipeg 19 |
| 2008                                             | Est            | 18                      | 8                       | 10                      | 0                       | 435                     | 490                     | 16                      | 2/4                     | Demi-finale de la division Est : Edmonton 29, Winnipeg 21 |
| 2009                                             | Est            | 18                      | 7                       | 11                      | 0                       | 386                     | 506                     | 14                      | 3/4                     | Non-qualifiés |
| 2010                                             | Est            | 18                      | 4                       | 14                      | 0                       | 464                     | 485                     | 8                       | 4/4                     | Non-qualifiés |
| 2011                                             | Est            | 18                      | 10                      | 8                       | 0                       | 432                     | 432                     | 20                      | 1/4                     | Finale de la division Est : Winnipeg 19, Hamilton 3 Coupe Grey: Colombie-Britannique 34, Winnipeg 23 |
| 2012                                             | Est            | 18                      | 6                       | 12                      | 0                       | 376                     | 531                     | 12                      | 3/4                     | Non-qualifiés |
| 2013                                             | Est            | 18                      | 3                       | 15                      | 0                       | 361                     | 585                     | 6                       | 4/4                     | Non-qualifiés |
| 2014                                             | Ouest          | 18                      | 7                       | 11                      | 0                       | 397                     | 481                     | 14                      | 5/5                     | Non-qualifiés |
| 2015                                             | Ouest          | 18                      | 5                       | 13                      | 0                       | 353                     | 502                     | 10                      | 4/5                     | Non qualifiés |
| Blue Bombers de Winnipeg                         |                |                         |                         |                         |                         |                         |                         |                         |                         | |
| 2016                                             | Ouest          | 18                      | 11                      | 7                       | 0                       | 497                     | 454                     | 22                      | 3/5                     | Demi-finale de la division Ouest : Colombie-Britannique 32, Winnipeg 31 |
| 2017                                             | Ouest          | 18                      | 12                      | 6                       | 0                       | 554                     | 492                     | 24                      | 2/5                     | Demi-finale de la division Ouest : Edmonton 39, Winnipeg 32 |
| 2018                                             | Ouest          | 18                      | 10                      | 8                       | 0                       | 550                     | 419                     | 20                      | 3/5                     | Demi-finale de la division Ouest : Winnipeg 23, Saskatchewan 18 Finale de la division Ouest : Calgary 22, Winnipeg 14 |
| 2019                                             | Ouest          | 18                      | 11                      | 7                       | 0                       | 508                     | 409                     | 22                      | 3/5                     | Demi-finale de la division Ouest : Winnipeg 35, Calgary 14 Finale de la division Ouest : Winnipeg 20, Saskatchewan 13 Coupe Grey: Winnipeg 23, Hamilton 12 |
| 2020                                             | Saison annulée | Saison annulée          | Saison annulée          | Saison annulée          | Saison annulée          | Saison annulée          | Saison annulée          | Saison annulée          | Saison annulée          | Saison annulée |
| 2021                                             | Ouest          | 14                      | 11                      | 3                       | 0                       | 361                     | 188                     | 22                      | 1/5                     | Finale de la division Ouest : Winnipeg 21, Saskatchewan 17 Coupe Grey: Winnipeg 33, Hamilton 25 |
| 2022                                             | Ouest          | 18                      | 15                      | 3                       | 0                       | 538                     | 370                     | 30                      | 1/5                     | Finale de la division Ouest : Winnipeg 28, Colombie-Britannique 20 Coupe Grey: Toronto 24, Winnipeg 25 |
| 2023                                             | Ouest          | 18                      | 14                      | 4                       | 0                       | 594                     | 377                     | 28                      | 1/5                     | Finale de la division Ouest : Winnipeg 24, Colombie-Britannique 13 Coupe Grey: Montréal 28, Winnipeg 24 |
| 2024                                             | Ouest          | 18                      | 11                      | 7                       | 0                       | 447                     | 366                     | 22                      | 1/5                     | Finale de la division Ouest : Winnipeg 38, Saskatchewan 22 Coupe Grey: Toronto 41, Winnipeg 24 |